# Anne Jeffreys
Anne Jeffreys, właśc. Annie Jeffreys Carmichael (ur. 26 stycznia 1923 w Goldsboro, zm. 27 września 2017 w Los Angeles) – amerykańska aktorka filmowa, telewizyjna i teatralna oraz piosenkarka.

## Kariera
Jako aktorka debiutowała na początku lat 40. w teatrze, w musicalu Fun for the Money. Została zauważona i w 1942 pojawiła się po raz pierwszy na ekranie w filmie I Married an Angel w reżyserii W.S. Van Dyke’a. Niebawem podpisała kontrakt z wytwórnią RKO Pictures i wystąpiła w kilku jej filmowych produkcjach. Były to głównie filmy tzw. klasy B i Jeffreys nie osiągnęła rolami w nich wielkiego sukcesu. Po niepowodzeniach na ekranie zaangażowała się w pracę w teatrze i telewizji. W latach 1953–1955 grała jedną z głównych ról w sitcomie Topper. W późniejszych latach wielokrotnie pojawiała się na małym ekranie występując gościnnie w popularnych serialach. Przez 20 lat (1984–2004) odtwarzała postać Amandy Barrington w mydlanej operze Szpital miejski. W kilku odcinkach Słonecznego patrolu zagrała Irene Buchannon, matkę głównego bohatera Mitcha Buchannona (w tej roli David Hasselhoff).
Posiada gwiazdę na Hollywoodzkiej Alei Gwiazd.
Przez blisko 55 lata była żoną aktora Roberta Sterlinga (od 1951 do jego śmierci w maju 2006). Para miała trzech synów.

## Filmografia
Filmy:

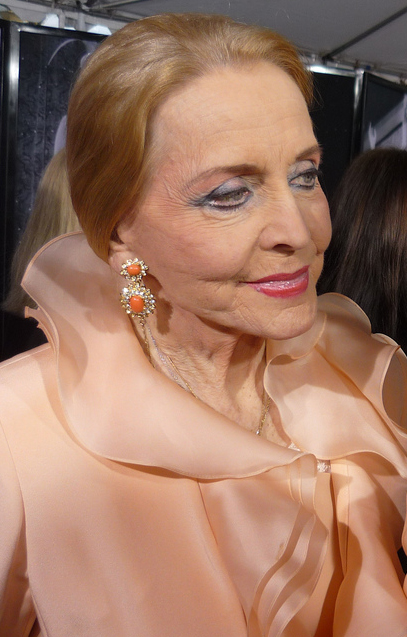
Anne Jeffreys w 2010

- I Married an Angel (1942) jako Polly
- Tarzan w Nowym Jorku (1942) jako młoda kobieta
- Latające Tygrysy (1942) jako pielęgniarka
- Step Lively (1944) jako panna Abbott
- Nevada (1944) jako Julie Dexter
- Dillinger (1945) jako Helen Rogers
- Dick Tracy (1945) jako Tess Trueheart
- Dick Tracy kontra Cueball (1946) jako Tess Trueheart
- Riffraff (1947) jako Maxine Manning
- Trail Street (1947) jako Ruby Stone
- Return of the Bad Men (1948) jako Maxine Manning
- Chłopcy wychodzą na noc (1962) jako Toni Jackson, żona Douga
- Clifford (1994) jako Annabelle Davis
- Ryszard III (2008) jako księżna Yorku

Seriale TV:
- Topper (1953-55) jako Marion Kerby
- Doktor Kildare (1961-66) jako Jill Sloan (gościnnie, 1965)
- Bonanza (1959-73) jako Lilly (gościnnie, 1966)
- Tarzan (1966-68) jako Melody Stockwell (gościnnie, 1967)
- Battlestar Galactica (1978-79) jako panna Blassie (gościnnie, 1979)
- Wyspa Fantazji (1978–1984) jako Sally Dupres/Cissy Darumple/Nancy Ogden (gościnnie; 1978, 1981 i 1982)
- Szpital miejski (od 1963) jako Amanda Barrington (w latach 1984-2004)
- Napisała: Morderstwo (1984-96) jako Agnes Shipley (gościnnie, 1986)
- Prawnicy z Miasta Aniołów (1986-94) jako Lilah Vandenberg (gościnnie, 1992)
- Słoneczny patrol (1989–2001) jako Irene Buchannon, matka Mitcha (gościnnie w 5 odcinkach w latach 1993-98)
- Port Charles (1997–2003) jako Amanda Barrington
- Jak zdrówko? (2013-15) jako Donna Hewler (gościnnie, 2013)